# Yves Giraud-Cabantous
Pour les articles homonymes, voir Giraud.

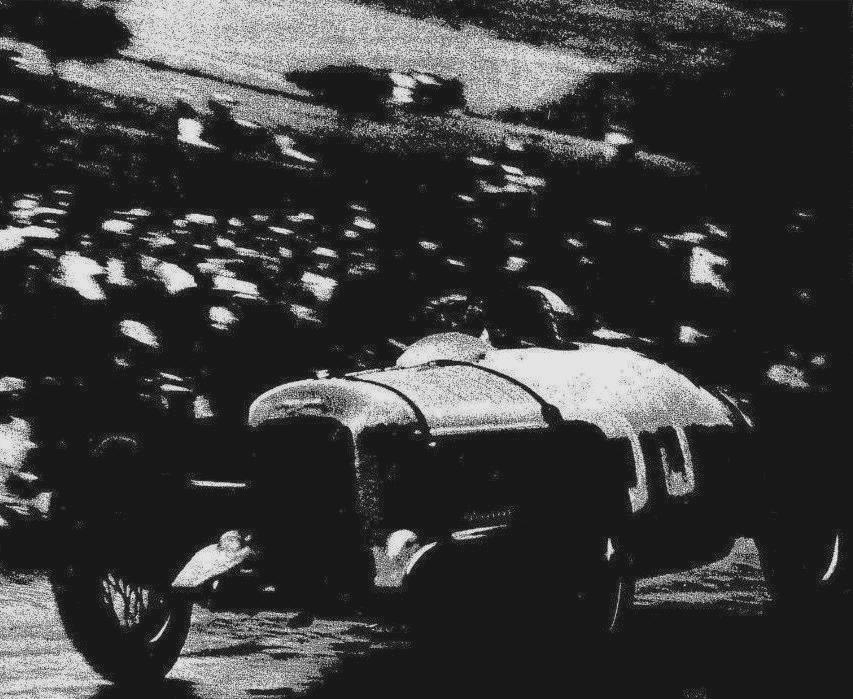
Yves Giraud-Cabantous, vainqueur catégorie voitures à la côte de Gaillon 1929, sur Salmson 1.1 l.

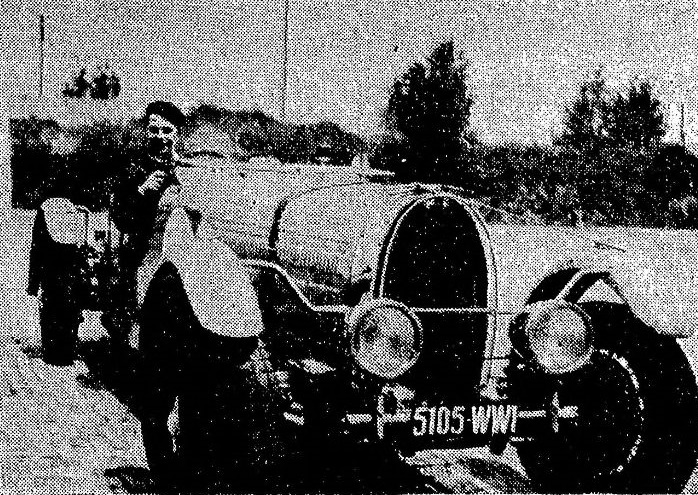
Yves Giraud-Cantabous avant les 24 Heures de Spa 1936 sur Bugatti (avec Roger Labric).

Yves Giraud-Cabantous, né le 8 octobre 1903 dans le 14e arrondissement de Paris où il est mort le 30 mars 1973, est un pilote automobile français.

## Biographie
Yves Giraud-Cabantous s'illustre dans le courant de l'entre-deux-guerres comme dans l'après-guerre avec des participations remarquées en Formule 1, Formule 2, dans la Temporada Argentina et en Endurance.
Il participe aux 24 Heures du Mans 1937 avec Charles Rigoulot et au championnat du monde de Formule 1 de 1950 à 1953 treize courses durant. Il termine quatrième du Grand Prix inaugural du championnat du monde de Formule 1.
Il a aussi participé à de nombreuses épreuves ne comptant pour aucun championnat. On compte 96 participations à différents évènements d'importance internationale.
Sa carrière s'étale sur plus d'un demi-siècle, jusqu'aux 12 Heures de Reims 1957 sur Maserati.
Il est enterré au cimetière parisien d'Ivry (21e division).

## Palmarès

### Principaux résultats
| Catégorie   | Date              | Epreuve                                   | Écurie                     | Voiture                   | Position        |
| ----------- | ----------------- | ----------------------------------------- | -------------------------- | ------------------------- | --------------- |
| Hors Champ. | mi-juin 1929      | Championnat automobile des aviateurs      | Privée                     | Salmson 1,1 l 8 cylindres | 1               |
| Hors Champ. | 29 septembre 1929 | Course de côte de Gaillon                 | Privée                     | Salmson 1,1 l 8 cylindres | 1               |
| Hors Champ. | 9 juin 1930       | Bol d'or automobile                       | Privée                     | Caban Spécial             | 1               |
| Réglt A-G   | 29 mars 1931      | 3e Grand Prix de Tunisie Voiturette       | Privée                     | Caban Ruby                | 4               |
| Réglt A-G   | 7 avril 1937      | Coupe de la Commission sportive           | Privée                     | Chenard and Walcker       | 5               |
| Hors Champ. | 16 mai 1937       | Bol d'or automobile                       | Privée                     | Chenard and Walcker       | 2               |
| Réglt A-G   | 19 juin 1938      | 26e Grand Prix des 24 heures du Mans      | Privée                     | Delahaye 135CS            | 2               |
| Hors Champ. | 13 avril 1947     | San Remo SportsCars 1,1 l                 | Privée                     | Delahaye 135CS            | 1               |
| Réglt A-G   | 27 avril 1947     | 2e Grand Prix du Roussillon               | Écurie France              | Delahaye 135CS            | 3               |
| Hors Champ. | 25 mai 1947       | Grand Prix automobile des Frontières      | Privée                     | Delahaye 135CS            | 1               |
| Réglt A-G   | 3 août 1947       | 2e Grand Prix d'Alsace                    | Écurie France              | Talbot-Lago T26           | 2               |
| Réglt A-G   | 10 août 1947      | 13e Grand Prix du Comminges Saint-Gaudens | Écurie France              | Talbot-Lago T26           | 2               |
| Réglt A-G   | 5 octobre 1947    | 1er Grand Prix de Lausanne                | Privée                     | Talbot-Lago T150C         | 5               |
| Réglt A-G   | 16 novembre 1947  | 4e Coupe du Salon                         | Écurie France              | Talbot-Lago T26 MD        | 1               |
| Réglt A-G   | 29 mars 1948      | 8e Grand Prix automobile de Pau           | Écurie France              | Talbot-Lago T26 MC        | 3               |
| Réglt A-G   | 30 mai 1948       | 2e Grand Prix de Paris                    | Écurie France              | Talbot-Lago T150C MD      | 1               |
| Réglt A-G   | 10 octobre 1948   | 5e Coupe du Salon                         | Écurie France              | Talbot-Lago T26SS         | 3               |
| Réglt A-G   | 24 avril 1949     | 3e Grand Prix de Paris                    | Automobiles Talbot Darracq | Talbot-Lago T26C          | 2               |
| Formule 1   | 13 mai 1950       | 3e RAC British Grand Prix                 | Automobiles Talbot Darracq | Talbot-Lago T26C-DA       | 4               |
| Hors Champ. | 30 juillet 1950   | 3e Grand Prix des nations de Genève       | Automobiles Talbot Darracq | Talbot-Lago T26C-DA       | 5               |
| Hors Champ. | 26 mars 1951      | 12e Grand Prix Automobile de Pau          | Privée                     | Talbot-Lago T26C          | 4               |
| Hors Champ. | 2 juin 1951       | 5e Ulster Trophy                          | Privée                     | Talbot-Lago T26C          | 5               |
| Formule 1   | 17 juin 1951      | 13e Grand Prix de Belgique                | Privée                     | Talbot-Lago T26C          | 5               |
| Formule 2   | 22 juillet 1951   | 1er Grand Prix des Sables-d'Olonne        | HW Motors Ltd.             | HWM-Alta                  | 5               |
| Hors Champ. | 2 septembre 1951  | 5e Gran Premio di Bari                    | Privée                     | Talbot-Lago T26C          | 5               |
| Hors Champ. | 1er juin 1952     | 14e Grand Prix d'Albi                     | Automobiles Talbot Darracq | Talbot-Lago T26C          | 3               |
| Formule 2   | 24 août 1952      | 11e Grand Prix de la Baule                | HW Motors Ltd.             | HWM-Alta                  | 5               |
| Formule 2   | 14 septembre 1952 | 4e Grand Prix de Cadours                  | HW Motors Ltd.             | HWM-Alta                  | 4               |
| Formule 2   | 26 juillet 1953   | 5e Circuit du Lac Aix-les-Bains           | HW Motors Ltd.             | HWM-Alta                  | 5               |
| Formule 2   | 9 août 1953       | 3e Grand Prix des Sables-d'Olonne         | HW Motors Ltd.             | HWM-Alta                  | 4               |
| Hors Champ. | 5 juillet 1953    | 12 Heures de Reims                        | Talbot                     | Talbot-Lago T26GS         | 1 (avec Rosier) |

### Résultats en championnat du monde de Formule 1
| Saison | Écurie                     | Châssis                              | Moteur            | Pneus  | GP disputés | Points inscrits | Classement |
| ------ | -------------------------- | ------------------------------------ | ----------------- | ------ | ----------- | --------------- | ---------- |
| 1950   | Automobiles Talbot-Darracq | Talbot Lago T26C-DA Talbot Lago T26C | Talbot 6 en ligne | Dunlop | 4           | 3               | 13e        |
| 1951   | Privé                      | Talbot Lago T26C                     | Talbot 6 en ligne | Dunlop | 6           | 2               | 15e        |
| 1952   | Hersham and Walton Motors  | 52                                   | Alta 4 en ligne   | Dunlop | 1           | 0               | Nc.        |
| 1953   | Hersham and Walton Motors  | 53                                   | Alta 4 en ligne   | Dunlop | 2           | 0               | Nc.        |

### Courses de côte
- Vainqueur en 1928 et 1931 de la course de côte de Chanteloup, sur Salmson 1,1 l puis Caban Ruby 1,5 l (une voiture construite sous sa direction).
- Victoire de catégorie à la course de côte de Gaillon en 1929, sur Salmson 1,1 l (derrière la moto 1 000 cm3 Koehler-Escoffier d'Eddoura)

## Sources
- « Yves Giraud-Cabantous », sur StatsF1.com
- (en) « Yves Giraud-Cabantous », sur RacingSportsCars.com
- « Yves Giraud-Cabantous », sur lequipe.fr